# Valerianella longiflora
Valerianella longiflora är en kaprifolväxtart som först beskrevs av John Torrey och Gray, och fick sitt nu gällande namn av Wilhelm Gerhard Walpers. Valerianella longiflora ingår i släktet klynnen, och familjen kaprifolväxter. Inga underarter finns listade i Catalogue of Life.